# パオロ・ポッジ
パオロ・ポッジ（イタリア語: Paolo Poggi、1971年2月16日 - ）は、イタリア・ヴェネツィア出身の元サッカー選手。現役時代のポジションはフォワード。

## 経歴
ヴェネツィアでキャリアをスタートさせ、1992-93シーズンにトリノに移籍、コッパ・イタリア準決勝のユヴェントス戦では得点を挙げて決勝進出、決勝ではASローマを下して優勝を果たした。
1994-95シーズンからはウディネーゼ に移籍、1999-00シーズンまでの5シーズン半を過ごし、198試合で54ゴールを挙げた。1996-97シーズンにはセリエAのリーグ戦13得点を挙げ
チームはチーム史上初のUEFAカップ出場権を獲得。1997-98シーズンにはビアホフ、アモローゾと3トップで活躍して旋風を巻き起こし、自身は10得点を挙げ、チームはセリエA3位に入ってUEFAカップ出場権を獲得した。1998-99シーズンのUEFA杯1回戦出場権獲得決定戦のユヴェントス戦の第2戦でアウェイゴールを決め、UEFA杯1回戦出場権を獲得した。1999-00シーズンの冬の移籍でファビオ・カペッロ率いるASローマに移籍、11試合に出場したが、得点を奪えなかっただけでなく活躍出来ずに終わった。
その後はセリエAからCまで様々なクラブを渡り歩き、2008-09シーズン、自身がデビューしたヴェネツィアFCでキャリアを終えた。この間、ピアチェンツァ時代の2001年12月2日のACFフィオレンティーナ戦で決めた試合開始8.1秒でのゴールは、2020年にラファエル・レオンに記録を破られるまではセリエA最速ゴール記録であった、2023年現在はセリエA2位となっている。
引退後はヴェネツィアのテクニカルダイレクターを務めている。

## プレースタイル
典型的なセンターフォワードではなく、セカンドトップ型の選手で、味方にスペースを作るなど、味方を生かすプレーが持ち味あった。また相手DF陣との駆け引きも巧であった。

## その他
アルベルト・ザッケローニは、これまで監督を務めたチームの選手たちの中から選んだベスト11にポッジを選出している。
ヴェネツィア、ウディネーゼでザッケローニの指導を受けたことから、2013年12月1日にフジテレビで放送された「ザック流の正体を探れ！～イタリア人監督の大胆な挑戦と新たな希望」に出演し、ザッケローニについて語った。